# Žanis Peiners
Žanis Peiners, né le 2 août 1990, à Rēzekne, en Lettonie, est un joueur letton de basket-ball. Il évolue aux postes d'ailier et d'ailier fort.

## Palmarès
- Meilleur marqueur du championnat de Lettonie 2013
- Vainqueur de la Coupe de Serbie 2020